# Kentchurch
Kentchurch is een civil parish in het Engelse graafschap Herefordshire. In 2001 telde het civil parish 295 inwoners.